# مواقف كامالا هاريس السياسية

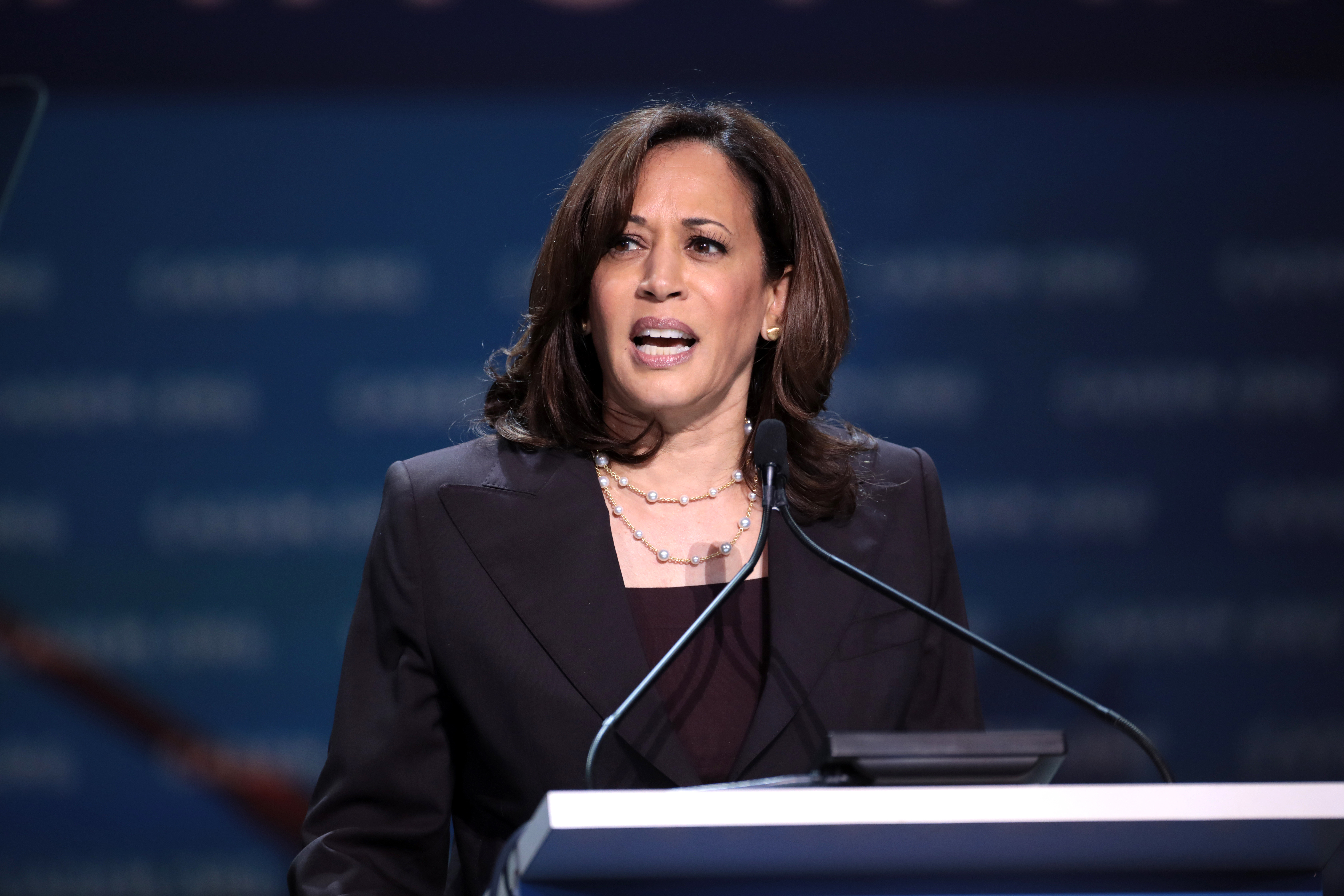
صورة لكاملا هاريس خلال خطاب لها في كاليفورنيا عام 2019

تنعكس المواقف السياسية لكمالا هاريس من خلال سجل تصويتها في مجلس الشيوخ الأمريكي وخطبها العامة ومقابلاتها. شغلت كامالا هاريس منصب سيناتور أصغر عن ولاية كاليفورنيا منذ عام 2017، واختارها الرئيس الديمقراطي المنتخب جو بايدن في 11 أغسطس 2020 لتشغل منصب نائب الرئيس خلال الانتخابات الرئاسية الأمريكية لعام 2020، وانتُخبت لاحقًا لهذا المنصب بالفعل. تُعرف هاريس بمواقفها المعتدلة والواقعية سياسيًا مع مواقف سياسية موافقة لمواقف بايدن.

## مواقفها في القضايا الاجتماعية

### حقوق المرأة
وقع الحاكم جيري براون على مشروع قانون الجمعية 1671 ليصبح قانونًا رسميًا في سبتمبر 2016، وقد صاغت هاريس هذا القانون، بالاستعانة بجمعية تنظيم الأسرة الأمريكية، التي رعت مشروع القانون، مما يجعل الحصول على صور حميمية لأي امرأة بطريقة غير قانونية أو نشرها أو المساعدة في نشرها جريمةً جنائيةً.
استمرت مجموعة الدفاع عن حقوق الإجهاض وجمعية تنظيم الأسرة الأمريكية في إعطاء هاريس تصنيف 100٪ منذ انتخابها في مجلس الشيوخ، في حين استمرت مجموعة مناهضة الإجهاض واللجنة الوطنية للحق في الحياة في إعطائها تصنيف 0٪. كما أيدتها لجنة إيميليز ليست في عام 2015 أثناء حملتها في مجلس الشيوخ.

### الحق في التصويت
عزت هاريس خسارة ستايسي أبرامز وأندرو جيلوم في انتخابات منصب الحاكم لعام 2018 في كل من جورجيا وفلوريدا على التوالي إلى قمع المقترعين.
قدم كل من هاريس وجيم كلايبورن وماركيا فادج قانون صوت بأمان (فوت سيف) في عام 2020، لوضع معايير وطنية موحدة لجميع الناخبين المسجلين لاستخدام التصويت الغيابي عبر البريد، وزيادة الحد أدنى للتصويت الشخصي لتبلغ 20 يومًا، وتأمين تمويل قدره 5 مليارات دولار أمريكي وتقديم مساعدات مالية للولايات لزيادة معايير الصحة والسلامة أثناء سير العملية الانتخابية وسط جائحة كوفيد-19، ولقي مشروع القانون هذا تأييد الاتحاد الأمريكي للحريات المدنية.

## مواقفها في السياسة الخارجية

### الشرق الأوسط

#### أفغانستان
سافرت هاريس في ديسمبر 2018 إلى كابل ومزار شريف وقندهار في أفغانستان مع اثنين من زملائها الجمهوريين في لجنة المخابرات بمجلس الشيوخ، السناتورين بور ولانكفورد لزيارة القوات والدبلوماسيين وغيرهم من مسؤولي الأمن القومي. قالت هاريس، التي انضمت إلى زملائها، إن الحرب في أفغانستان يجب أن تنتهي بصورة مسؤولة وبالتنسيق مع الحلفاء الإقليميين لحماية المكاسب التي تحققت للنساء الأفغانيات وغيرهن.

#### إسرائيل
ألقت هاريس خطابًا عامًا في عام 2017 على حضور أيباك. وقالت: «أعتقد أن إسرائيل يجب ألا تكون قضيةً حزبيةً على الإطلاق، وطالما أنني عضو في مجلس الشيوخ للولايات المتحدة، سأفعل كل ما في وسعي لضمان الدعم الواسع والحزبي لأمن إسرائيل وحقها في الدفاع عن النفس».  أشارت هاريس إلى أن «هدف القرار الأول الذي شاركت في رعايته كعضو في مجلس الشيوخ الأمريكي إلى مكافحة التحيز ضد إسرائيل في الأمم المتحدة»، في إشارة إلى قرار مجلس الشيوخ للاحتفال بالذكرى الخمسين لدمج شطري القدس. أعربت هاريس في نفس الخطاب أيضًا عن دعمها لحل الدولتين فيما يخص الصراع الإسرائيلي الفلسطيني.
سافرت هاريس إلى إسرائيل في أواخر عام 2017، حيث التقت برئيس الوزراء الإسرائيلي بنيامين نتانياهو وزارت حائط البراق، وياد فاشيم، والمحكمة العليا في إسرائيل.
كررت هاريس دعمها لإسرائيل في خطاب آخر أمام أيباك في عام 2018، متذكّرةً نشأتها في منطقة الخليج، وجمعها للأموال لزراعة الأشجار في إسرائيل لصالح الصندوق القومي اليهودي. أدانت لاحقًا معاداة السامية في أعقاب حادثة إطلاق نار كنيس بيتسبورغ التي أودت بحياة 11 مصليًا خلال صلاة السبت.
عارضت حركة المقاطعة وسحب الاستثمارات وفرض العقوبات التي تستهدف إسرائيل في 2019. كانت هاريس من رعاة قرار مجلس الشيوخ الذي اعترض على قرار مجلس الأمن التابع للأمم المتحدة رقم 2334، الذي يدين بناء المستوطنات الإسرائيلية في الضفة الغربية باعتباره انتهاكًا للقانون الدولي.

#### إيران
أيدت هاريس الاتفاق النووي الإيراني، وأصدرت بيانًا بعد أن أعلن ترامب انسحاب الولايات المتحدة من خطة العمل الشاملة المشتركة في عام 2018 قالت فيه إن القرار «يهدد الأمن القومي ويعزل الولايات المتحدة عن أقرب حلفائها»، بينما وصفت خطة العمل الشاملة المشتركة بأنها «أفضل أداة موجودة لدى الولايات المتحدة لمنع إيران من تطوير أسلحة نووية وتجنب نزاع عسكري كارثي في الشرق الأوسط».  صرحت هاريس في 2019 بأنها ستعمل على إعادة الانضمام إلى الاتفاقية وتوسيعها لتشمل اختبار الصواريخ الباليستية.
انضمت هاريس إلى زملائها في مجلس الشيوخ في تقديم قانون لا للحرب ضد إيران وإدانة «التصعيد الخطير» للرئيس ترامب مع النظام الإيراني، في أعقاب اغتيال قاسم سليماني، قائد فيلق القدس الإيراني.

#### المملكة العربية السعودية
صوتت هاريس لسحب التدخل العسكري الأمريكي كجزء من حرب السعودية على اليمن في أواخر عام 2018، كما أيدت قرارًا يلقي باللوم على ولي العهد السعودي الأمير محمد بن سلمان في مقتل الصحفي المعارض جمال خاشقجي في القنصلية السعودية في إسطنبول. أدانت هاريس أيضًا الرئيس ترامب لأنه تجاهل جريمة القتل. دعت هاريس إلى إعادة تقييم «أساسية» للعلاقة الأمريكية مع المملكة العربية السعودية، لكنها أقرت بأن السعوديين كانوا شركاء أقوياء في المجالات ذات الاهتمام المشترك، مثل مكافحة الإرهاب.